# Gerard Alfred van Nispen
Jhr. Gerard Alfred van Nispen (Laag Keppel, huis Molenzicht, 17 juni 1868 − Arnhem, 17 oktober 1949) was een Nederlands burgemeester.

## Biografie
Van Nispen was een telg uit het geslacht Van Nispen en een zoon van burgemeester jhr. Gneomar Adalbert van Nispen (1839-1921) en Maria Paulina barones Sloet (1843-1907), telg uit het geslacht Sloet. In 1895 werd hij burgemeester van Kesteren, wat hij zou blijven tot 1905, toen hij benoemd werd tot burgemeester van Winterswijk; dat laatste ambt vervulde hij tot 1928, toen hij op eigen verzoek werd ontslagen.
Van Nispen trouwde in 1896 met jkvr. Valentine Léonie Mélanie Druijvesteyn (1872-1960), laatste telg uit de adellijke tak van het geslacht Druyvesteyn; zij kregen twee dochters van wie de jongste trouwde met de Zwitserse componist Erhart Ermatinger (1900-1966).
Van Nispen was Ridder in de Orde van de Nederlandse Leeuw en overleed in 1949 op 81-jarige leeftijd.